# Cornelis van Oorschot
Cornelis van Oorschot (Eindhoven, 1 december 1760 - aldaar, 5 mei 1826) was een burgemeester van de Nederlandse stad Eindhoven. Van Oorschot werd geboren als zoon van burgemeester Peter van Oorschot en Johanna de Leeuw. 
In 1791 en 1792 was hij burgemeester van Eindhoven, in 1809 lid van het gemeentebestuur, in 1810 lid van het conseil municipal en van 1816 tot 1819 lid van het Eindhovens kiescollege. Hij was koopman en grondeigenaar, hij werd in 1814 als de op twee na rijkste man van Eindhoven beschouwd.
Zijn broer Johannes van Oorschot is ook burgemeester van Eindhoven geweest, zijn zoon Joannes Antonius van Oorschot werd later wethouder in Eindhoven. 
Hij trouwde te Eindhoven op 27 juli 1788 met Joanna Margarita van Baar, dochter van burgemeester Hendrikus van Baar en Gertrudis van Antwerpen, gedoopt te Eindhoven op 5 november 1752, overleden in Eindhoven op 18 november 1814. 